# Liam O'Flaherty
Liam O'Flaherty (irsky: Liam Ó Flaithearta; 28. srpna 1896 Inishmore – 7. září 1984 Dublin) byl irský spisovatel.
Narodil se na Aranských ostrovech. Studoval na kněze, ale seminář opustil. Poté bojoval v první světové válce, a po ní se toulal po světě, cestoval po Jižní Americe, Kanadě, Spojených státech a Středním východě. Na cestách vystřídal spoustu povolání: dřevorubec, vrátný, horník, myč nádobí, bankovní úředník i námořník. Na začátku 20. let se vrátil do Irska a podílel se na protibritském odboji. V roce 1922 se usadil v Anglii, kde začal psát, brzy se ale vrátil do Dublinu. Byl zakladatelem Komunistické strany Irska.
Jeho prózy jsou označovány jako naturalistické, psychologické a satirické. Často se věnuje tématům z irských dějin jako je irský hladomor, nebo Velikonoční povstání. K jeho nejslavnějším textům patří Udavač (1926), román o zradě revolučních ideálů z časů protibritských nepokojů v Irsku ve 20. letech. Román byl roku 1935 zfilmován a přinesl Oscara režisérovi Johnu Fordovi a herci Victoru McLaglenovi. Dalšími oceňovanými romány byly Skerrett (1932), pojednávající o sporu mezi učitelem a farářem, a Hladomor (1937). Psal anglicky, ačkoli jeho rodnou řečí byla irština. Irsky napsal jen pár textů (např. Dúil, 1953).